# 布里斯托島

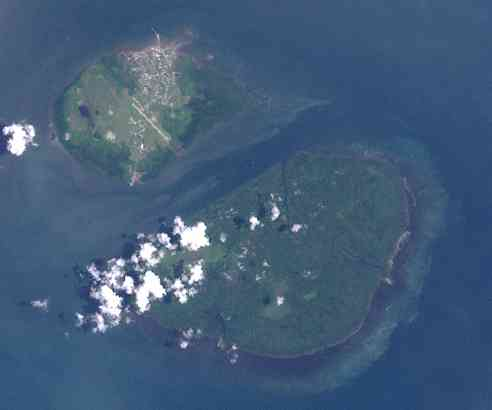
達魯島（上）和布里斯托島（下）

布里斯托島是巴布亞新畿內亞西部省的島嶼，位於省會達魯島以南1.5公里的托列斯海峽，屬於托雷斯海峽群島的一部分，長8.1公里、寬5.1公里，面積33.18平方公里，最高點海拔高度20米，島上無人居住。